# 恩德雷森群島
恩德雷森群島（英語：Endresen Islands）是南極洲的群島，位於麥克羅伯特森地，處於霍布斯群島以北，最高點海拔高度60米，由英國探險隊發現和命名，現時由南極條約體系管理。